# Gaheris
Gaheris est, dans le cycle arthurien, le nom d'un ou de deux chevaliers de la Table ronde. L'un est un compagnon d'armes du roi Arthur, troisième fils du roi Lot et de Morgause ayant pour frères Gauvain, Gareth et Agravain, et pour demi-frère Mordred. Il meurt tué par Lancelot lorsqu'il vient délivrer Guenièvre. Une autre version de sa mort parle d'un personnage nommé Gaheris de Karaheu, elle est racontée dans le Lancelot-Graal, à moins qu'il s'agisse du même personnage. Gaheris est involontairement empoisonné par une pomme, donnée innocemment par la reine Guenièvre.

## Étymologie et terminologie
On rencontre les formes Agavez, Ahariés, Caherihés, Gaciés, Gadriet, Gahereit, Gaheriet, Gaherjet, Gaherss, Galeres, Galerot, Garient, Garriés, Kaheret, Keheriet et Waheries. L'origine de ce nom n'est pas connue avec précision. Les philologues penchent pour une origine galloise sous la forme Gweir, mais cela entre en contradiction avec la première apparition du personnage chez Chrétien de Troyes.

## Gaheris dans la littérature médiévale
Il semble exister deux personnages nommés Gaheris dans la littérature arthurienne, tous deux chevaliers de la Table Ronde. Le premier est l'un des fils du roi Lot, le second un chevalier arthurien de la ville de Carhaix qui passe son temps emprisonné dans différents lieux (Douloureuse Prison, Val sans retour, Douloureuse tour), chaque fois délivré par Lancelot. Gaheris n'est que rarement caractérisé dans la littérature arthurienne. Le nom apparaît en premier chez Chrétien de Troyes. Les fils du roi Lot, parmi lesquels Gaheris, sont tous traités sur le même plan dans le Merlin de Robert de Boron, où ils aident le roi Arthur à se défendre contre les Saxons. Wolfram cite Gaheris comme étant le cousin de Gauvain, et non son frère. Il faut attendre le Lancelot-Graal et ses suites pour que le personnage accède à ses propres aventures.

### DansLa Mort le Roi Artu
La mort de Gaheris de Karaheu est détaillée dans la dernière partie du cycle du Lancelot-Graal (compilation anonyme de textes arthuriens au XIIIe siècle), La Mort le Roi Artu. Gaheris de Karaheu meurt d'une pomme empoisonnée, que lui offre à table la Reine Guenièvre, ignorant totalement l'impureté du fruit. À l'origine, cette pomme est empoisonnée par Avarlan, un mauvais chevalier qui tient Gauvain pour responsable de l'échec de son admission parmi la Table Ronde. Ne pouvant vaincre par les armes, il cherche à se venger en empoisonnant Gauvain. C'est par erreur que Gaheris mord dans le fruit, la reine Guenièvre ayant simplement voulu se montrer aimable avec lui en évitant de gâter une fois de plus Gauvain, son « neveu préféré ».
Dans une version italienne du récit, Girflet (Giufredi) meurt à la place de Gaheris de l'empoisonnement par la pomme.

### Dans le Post-Vulgate et chez Malory

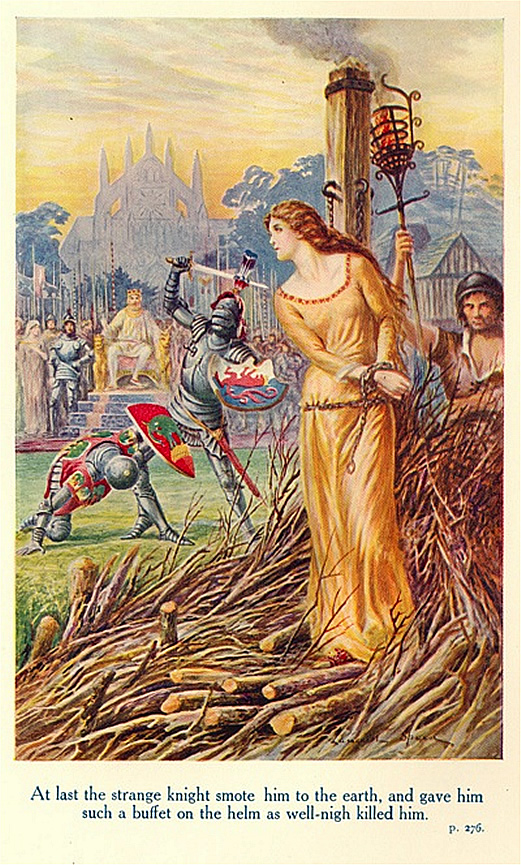
Lancelot sauvant Guenièvre. Gaheris meurt en tentant de s'opposer à Lancelot.

Gaheris, fils du roi Lot, apparaît un premier temps comme l'écuyer de sire Gauvain, qu'il aide dans ses premières quêtes. On suppose qu'Arthur le fait chevalier. Ses aventures sont prophétisées par un fou venu à la cour d'Arthur, Marins. Le chevalier sauve ses frères de Lord Sorneham de Newcastle, libère Gauvain du Morholt au rocher des vierges, tue le géant Aupatris, se lie d'amitié avec Perceval et soutient Tristan. Il s'oppose à Agravain et Mordred, notamment dans leur volonté de dénoncer la relation entre Guenièvre et Lancelot au roi Arthur. Selon Le Morte d'Arthur, il épouse dame Lynet.
Gaheris meurt pour défendre l'exécution de la reine Guenièvre face aux forces de Lancelot, avec ses frères Gareth et Agravain. Sa mort, et celle de Gareth, nourrit la colère de Gauvain envers Lancelot.

## Analyse
Il semblerait qu'à l'origine, Gareth et Gaheris aient été le même personnage, leurs noms étant très proches. Le nom de Gaheris présente d'ailleurs une certaine homophonie par rapport à ceux de ses frères Gauvain, Agravain et Gareth. Seul Mordred, qui est leur demi-frère, se détache nettement du lot, à la façon d'un pouce par rapport aux autres doigts de la main. 
Sa mort est l'évênement déclencheur qui fait basculer le royaume d'Arthur dans la discorde, et mènera finalement à sa perte (Arthur découvre à cette occasion les relations qu'entretiennent Lancelot et sa femme). Pour François Suard, la mort de Gaheris est « très peu liée à l'action principale ». Jean Frappier et Virginie Greene l'analysent eux aussi comme un « incident dans la narration », dans le seul but de faire venir Lancelot à la cour. La culpabilité de la reine Guenièvre dans la mort du chevalier semble évidente, si l'on s'en tient aux faits observés : elle a donné une pomme à Gaheris, qui en est mort. L'épisode est un rappel à deux récits similaires plus ancien : celui du péché originel, et celui de la pomme de la déesse de la discorde Éris, dans la mythologie grecque. La référence à la connaissance est évidente, c'est par cet incident que la connaissance de la relation interdite entre Lancelot et Guenièvre apparaît,.

### Note
1. ↑  La déesse de la discorde jette une pomme sur laquelle est écrit « à la plus belle », les autres déesses se battent pour savoir à qui le fruit doit revenir.